# Шрусбері Тауншип (округ Йорк, Пенсільванія)
Шрусбері Тауншип (англ. Shrewsbury Township) — селище (англ. township) в США, в окрузі Йорк штату Пенсільванія. Населення — 6649 осіб (2020).

## Демографія
Згідно з переписом 2010 року, у селищі мешкало 6447 осіб у 2536 домогосподарствах у складі 1919 родин. Було 2643 помешкання
Расовий склад населення:
| - 94,8 % — білих - 3,0 % — чорних або афроамериканців - 1,1 % — азіатів - 0,1 % — корінних американців |

До двох чи більше рас належало 0,8 %. Частка іспаномовних становила 1,0 % від усіх жителів.
За віковим діапазоном населення розподілялося таким чином: 19,7 % — особи молодші 18 років, 63,1 % — особи у віці 18—64 років, 17,2 % — особи у віці 65 років та старші. Медіана віку мешканця становила 46,8 року. На 100 осіб жіночої статі у селищі припадало 98,7 чоловіків;  на 100 жінок у віці від 18 років та старших — 95,9 чоловіків також старших 18 років.
Середній дохід на одне домашнє господарство  становив 91 410 доларів США (медіана — 77 303), а середній дохід на одну сім'ю — 106 122 долари (медіана — 97 250). Медіана доходів становила 57 786 доларів для чоловіків та 40 467 доларів для жінок. За межею бідності перебувало 2,4 % осіб, у тому числі 1,1 % дітей у віці до 18 років та 5,1 % осіб у віці 65 років та старших.
Цивільне працевлаштоване населення становило 3624 особи. Основні галузі зайнятості: освіта, охорона здоров'я та соціальна допомога — 19,3 %, виробництво — 12,9 %, роздрібна торгівля — 12,3 %.